# Silak
Silak (in aleutino Silax) è una piccola isola disabitata delle isole Andreanof, nell'arcipelago delle Aleutine, e appartiene all'Alaska (USA). Si trova tra l'isola di Little Tanaga e Kagalaska.
È stata registrata dal capitano Teben'kov, della Marina imperiale russa nel 1852.